# Norsk Denksportbond
De Norsk Tankesportforbund of NTSF (Noors voor Noorse Denksportbond) is de overkoepelde organisatie van denksporten in Noorwegen. De organisatie werd in 2005 opgericht en zetelt in Oslo.
Bij de organisatie zijn de volgende bonden aangesloten:
| Sport                 | Officiële naam           | Nederlandse vertaling            |
| --------------------- | ------------------------ | -------------------------------- |
| Backgammon            | Norges Backgammonforbund | Noorse Backgammonbond            |
| Bridge                | Norsk Bridgeforbund      | Noorse Bridgebond                |
| Go                    | Go i Norge               | Go in Noorwegen                  |
| Reversi               | Othelloforbund           | Noorse Othellobond               |
| Scrabble              | Norsk Scrabbleforbund    | Noorse Scrabblebond              |
| Schaken               | Norges Sjakkforbund      | Noorse Schaakbond                |
| Correspondentieschaak | Norges Postsjakkforbund  | Noorse Correspondentieschaakbond |